# Hôtel de la Caisse d'épargne de Saint-Mihiel
L’hôtel de la Caisse d’épargne est un bâtiment du début du XXe siècle situé à Saint-Mihiel, en France. Il a autrefois accueilli un établissement bancaire, pour lequel il a été construit. Il est recensé à l’Inventaire général du patrimoine culturel.

## Situation et accès
L’édifice est situé au no 25 de la rue Carnot, à l’angle de la rue des Boucheries, au nord du centre-ville de Saint-Mihiel, et plus largement vers l’est du département de la Meuse.

## Histoire
L’élargissement nécessaire de la rue des Boucheries, au début des années 1900, conduit à la démolition d’une maison appartenant à la Ville. En 1905, le terrain est cédé à la Caisse d’épargne et l’hôtel de la Caisse d’épargne y est construit en 1906, selon les plans de l’architecte Gaston Périn (1866-1952),.

## Structure
Le style de l'édifice est d'un mélange davantage éclectique mélangeant classicisme et Art nouveau.

## Statut patrimonial et juridique
Le bâtiment fait l’objet d’un recensement dans l’Inventaire général du patrimoine culturel, en tant que propriété privée. L’enquête ou le dernier récolement est effectué en 1975.